# Конотопский авиаремонтный завод «Авиакон»
Коното́пский авиаремонтный завод «Авиако́н» (укр. Конотопський авіаційний ремонтний завод «Авіакон») — государственное предприятие авиационной промышленности Украины, расположенное в черте города Конотоп. Предприятие осуществляет диагностику, ремонт, техническое обслуживание, переоборудование и модернизацию вертолётов.
Входит в перечень предприятий, имеющих стратегическое значение для экономики и безопасности Украины.

## История

### 1931—1991
5 сентября 1931 года в Запорожье были созданы авиаремонтные мастерские, входящие в состав 18-й авиабригады Украинского военного округа. Первыми отремонтированными здесь самолётами стали бомбардировщики ТБ-3.
В 1940 году подразделение переподчинено Одесскому военному округу и переименовано в 16-е стационарные авиационные мастерские (16-е САМ).
После начала Великой Отечественной войны 16-е САМ были включены в состав действующей армии и с 25 июня 1941 года переданы в подчинение Южного фронта. В октябре 1941 года 16-е САМ были вынуждены перебазироваться в Сталинград. В августе 1942 года — в Сталинабад, с подчинением Авиации дальнего действия.
В ноябре 1943 года вслед за наступающими войсками 16-е САМ были перебазированы в освобожденный Харьков. К окончанию Великой Отечественной войны сменили наименование на 95-е САМ.
В 1946 году авиамастерские были переименованы в 224-ю авиационно-ремонтную базу (224 АРБ) с дислокацией в г. Конотопе.
В 1959—1960 годы на авиаремонтной базе был освоен капитальный ремонт авиадвигателей. Первым типом авиадвигателя, капитальный ремонт которого освоил завод, был авиамотор НК-12 для Ан-22.
В 1963 году 224-я авиаремонтная база была преобразована в 535-й авиаремонтный завод министерства обороны СССР.
В 1964 году завод начал осваивать ремонт вертолётов семейства Ми, в этом году был освоен капитально-восстановительный ремонт вертолёта Ми-6.
К 1970 году завод освоил капитально-восстановительный ремонт вертолётов Ми-6, Ми-10 и их модификаций.
В 1976 году завод освоил капитальный ремонт боевых вертолётов Ми-24.
В 1989 году завод освоил ремонт вертолёта Ми-26.

### 1991—2014
После провозглашения независимости Украины, 535-й авиационно-ремонтный завод был передан в подчинение министерства обороны Украины и переименован в государственное предприятие министерства обороны Украины "Конотопский авиаремонтный завод «Авиакон».
В 1992 году завод освоил ремонт вертолёта Ми-8, в 1993 году — вертолёта Ми-2.
С 1993 года в рамках программы конверсии оборонных предприятий Украины завод наладил мелкосерийное производство автобусов «5259» и «42021», а также вахтовых автобусов «Волгарь» на базе грузовых шасси ГАЗ и вахтовых автобусов повышенной проходимости на шасси КАМАЗ. В общей сложности завод построил 70 автобусов. С ростом количества заказов по основной тематике завода производство автобусов к концу 1995 года было свернуто.
27 июля 1998 года завод был внесён в перечень предприятий, имеющих стратегическое значение для экономики и безопасности Украины.
В июне 2005 года завод подписал Меморандум о взаимопонимании с французской компанией «SAGEM D.S.», который предусматривал дальнейшее развитие сотрудничества.
В 2005—2006 гг. завод выполнил ремонт около 40 вертолётов Ми-8Т по заказу «одной из африканских стран».
В 2007 г. на заводе началась модернизация вертолётов Ми-24 вооружённых сил Азербайджана до уровня Ми-24 Super Hind Mk.4 по программе модернизации, разработанной южноафриканской фирмой ATE. В 2010 году модернизированный вариант вертолёта был принят на вооружение Азербайджана под обозначением Ми-24G.
Также, в 2007 министерство обороны Украины заключило договор с заводом о разработке программы модернизации боевого вертолёта Ми-24 для вооружённых сил Украины (ОКР «Helicopter»), соисполнителями которой стали ОАО «Мотор Сич», ГККБ «Луч», НПФ «Адрон», ЦКБ «Арсенал», Изюмский приборостроительный завод и французская компания «SAGEM D.S.». Программа предусматривала «двухуровневую модернизацию» вертолёта с использованием агрегатов французского и украинского производства. На финансирование программы в 2008—2009 годы было выделено 140 млн. гривен, из которых около 10 млн долларов США было перечислено французской стороне.
28 августа 2008 года завод представил демонстрационный образец вертолёта Ми-24П, на который были установлены двигатели ТВ3-117ВМА-СБМ1В производства украинской компании ОАО «Мотор Сич». В дальнейшем, вертолёт был направлен на государственные испытания.
В июне 2010 года на заводе прошли испытания вертолёта Ми-8МТВ, на который были установлены двигатели ТВ3-117ВМА-СБМ1В производства ОАО «Мотор Сич»
9 июня 2010 года Кабинет министров Украины принял постановление № 405, в соответствии с которым завод вошёл в перечень предприятий авиапромышленности Украины, получающих государственную поддержку.
После создания государственного концерна «Укроборонпром», в ноябре 2011 завод вошёл в состав концерна.
В январе 2012 года на заводе был изготовлен первый образец модернизированного варианта боевого вертолёта Ми-24П (оснащённый оборудованием французского производства, станцией оптико-электронного подавления «Адрос» и ПТУР «Барьер-В»), который после государственных испытаний был принят на вооружение украинской армии в мае 2012 года под наименованием Ми-24ПУ1.
В дальнейшем, в 2012 году для компании «Украинские вертолёты» был отремонтирован и переоборудован один вертолёт Ми-8МТВ-1 (ранее находившийся на хранении министерства обороны Украины). В результате выполнения программы модернизации общей стоимостью 55 млн гривен, был переоборудован пассажирский отсек, усилена защита от огня стрелкового оружия (за счёт закрепления изнутри корпуса баллистических пакетов из 24 слоёв кевларовой ткани), установлены оптико-электронная система производства FLIR, медицинские модули и поисковый прожектор, предусмотрена возможность выполнения полёта в ночных условиях с использованием прибора ночного видения.
3 августа 2012 на заводе был начат ремонт двух вертолётов Ми-35 вооружённых сил Индонезии (бортовые номера HS-7129 и HS-7130). Ремонт был завершён 26 декабря 2012 года, после чего вертолёты передали заказчику.
17 сентября 2012 года завод выиграл конкурс министерства обороны Украины на капитальный ремонт пяти вертолётов Ми-8 с дооборудованием под требования ООН и стандарты Международной организации гражданской авиации, сумма контракта составила 60,006 млн гривен. Кроме того, министерство обороны выделило заводу 79,01 млн гривен на ремонт боевых вертолётов Ми-24 вооружённых сил Украины.
- первый отремонтированный Ми-8МТ был передан в Харьковскую авиабригаду ВВС Украины ещё до начала 2013 года[28]

В 2013 году завод отремонтировал партию вертолётов Ми-24 для Алжира.
В октябре 2013 года министерство обороны Украины выделило 44,579 млн гривен на ремонт и дооборудование под требования ООН и стандарты ИКАО трёх вертолётов Ми-24 вооружённых сил Украины (один из которых предназначен для использования украинским контингентом ООН в Конго, а два остальных — украинским контингентом ООН в Либерии).
В феврале 2014 года завод подписал с польской компанией «PCO S.A.» соглашение о поставках авиационных шлемов THL-5NV и приборов ночного видения PNL 3 «Bielik» польского производства, которые планируется устанавливать на вертолёты Ми-8 и Ми-24.

### После 22 февраля 2014
После 22 февраля 2014 года правительство Яценюка увеличило военные расходы (включая расходы на ремонт и восстановление авиатехники вооружённых сил Украины).
После начала боевых действий на востоке Украины предприятие было привлечено к выполнению военного заказа.
- так, в мае 2014 года началось оснащение армейских вертолётов Ми-24 вооружённых сил Украины комплексами «Адрос»[33]
- в июле 2014 года завод получил от министерства обороны Украины 74,19 млн. гривен на осуществление капитального ремонта вертолётов Ми-24 украинской армии[34] ; ещё 30,034 млн гривен были выделены на осуществление капитального ремонта трёх вертолётов Ми-8 в/ч А0215 (одного Ми-8МТВ, одного Ми-8МТПБ и одного Ми-8МТПИ)[35]
- 28 июля 2014 завод за счёт собственных средств[36] отремонтировал и передал для установки на пять вертолётов вооружённых сил Украины экранно-выхлопные устройства для защиты от ПЗРК[37]
- 31 августа 2014 завод передал для Национальной гвардии Украины один медицинский вертолёт Ми-8МТВ-1 (который ранее принадлежал ЗАО "Авиакомпания «Украинские вертолёты»)[38]
- 3 октября 2014 министерство обороны Украины выделило 60,31 млн гривен на ремонт вертолётов Ми-24[39]; в ноябре 2014 было объявлено, что финансирование предусматривает также модернизацию одного вертолёта Ми-24П в/ч А0215 вооружённых сил Украины, в результате которой вертолёт должен получить возможность пилотирования с использованием пилотами очков ночного видения[40] (стоимость такой модернизации составляет 1,24 млн гривен)[41]

22 октября 2014 года советник президента Украины Ю. В. Луценко сообщил, что на площадке готовой продукции завода уже два месяца стоит отремонтированный после повреждения под Краматорском вертолёт, передать который в войска не получается «из-за бюрократических формальностей».
В июле 2016 года завод получил сертификат соответствия системы качества требованиям стандарта НАТО AQAР 2120.
В октябре 2016 года на авиасалоне «Авіасвіт-ХХІ» завод представил макет модернизированной кабины вертолёта Ми-8, оборудованной новой приборной доской и получившей возможность установки нового оборудования (прожектора SX-16 и прибора спутниковой навигации GPSМАР-696).
В июле 2017 завод завершил ремонт вертолёта Ми-14ПЛ для ВМС Украины.

## Современное состояние
Завод осуществляет:
- капитально-восстановительный ремонт, переоборудование и модернизацию вертолётов Ми-2, Ми-6, Ми-8, Ми-24, Ми-26[1]
- ремонт агрегатов, приборов и радиоэлектронного оборудования вертолётов[1]
- изготовление резинотехнических изделий для ремонта вертолётных агрегатов[1]

## Происшествия
- 19 ноября 2010 года при проведении земляных работ на территории завода была найдена неразорвавшаяся 250-килограммовая авиабомба, остававшаяся в земле со времени Великой Отечественной войны[45]
- около 5 часов утра[46] 9 августа 2014 года завод был обстрелян из гранатомёта. По территории завода было сделано четыре выстрела[47], в результате были повреждены два самолёта и вертолёт (стоявшие на территории завода в качестве музейных экспонатов) и выведена из строя трансформаторная подстанция, что обесточило завод[48]. Люди и иные объекты предприятия и не пострадали[49].